# Square Sarah-Bernhardt
Le square Sarah-Bernhardt est un square du 20e arrondissement de Paris.

## Situation et accès
Le site est accessible par la rue de Lagny, la rue Mounet-Sully et la rue de Buzenval, au no 2.
Il est desservi par la ligne 9 à la station Buzenval, par la ligne 1 ainsi que les lignes de tramway 3a et 3b à la station Porte de Vincennes.

## Origine du nom
Il doit son nom à la comédienne Henriette-Marie-Sarah Bernhardt dite Sarah Bernhardt (1844-1923).

## Historique
Créé en 1936, le square s'étend sur 12 874 m2 sur une partie du site de l'ancienne usine à gaz de Saint-Mandé. 
En 2022, l'allée sud prend le nom d'allée Louise-Abbéma.

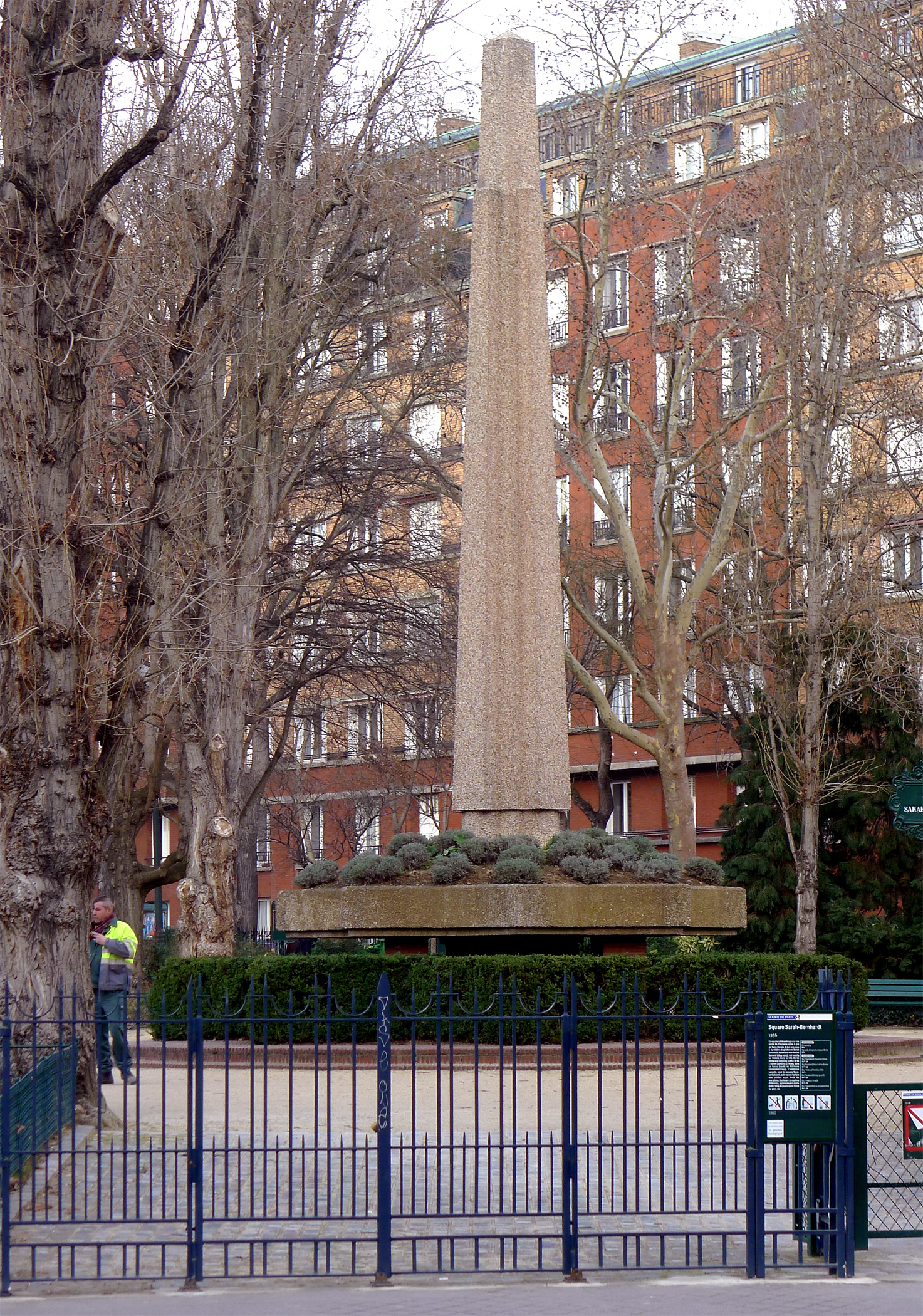
Colonne commémorative.
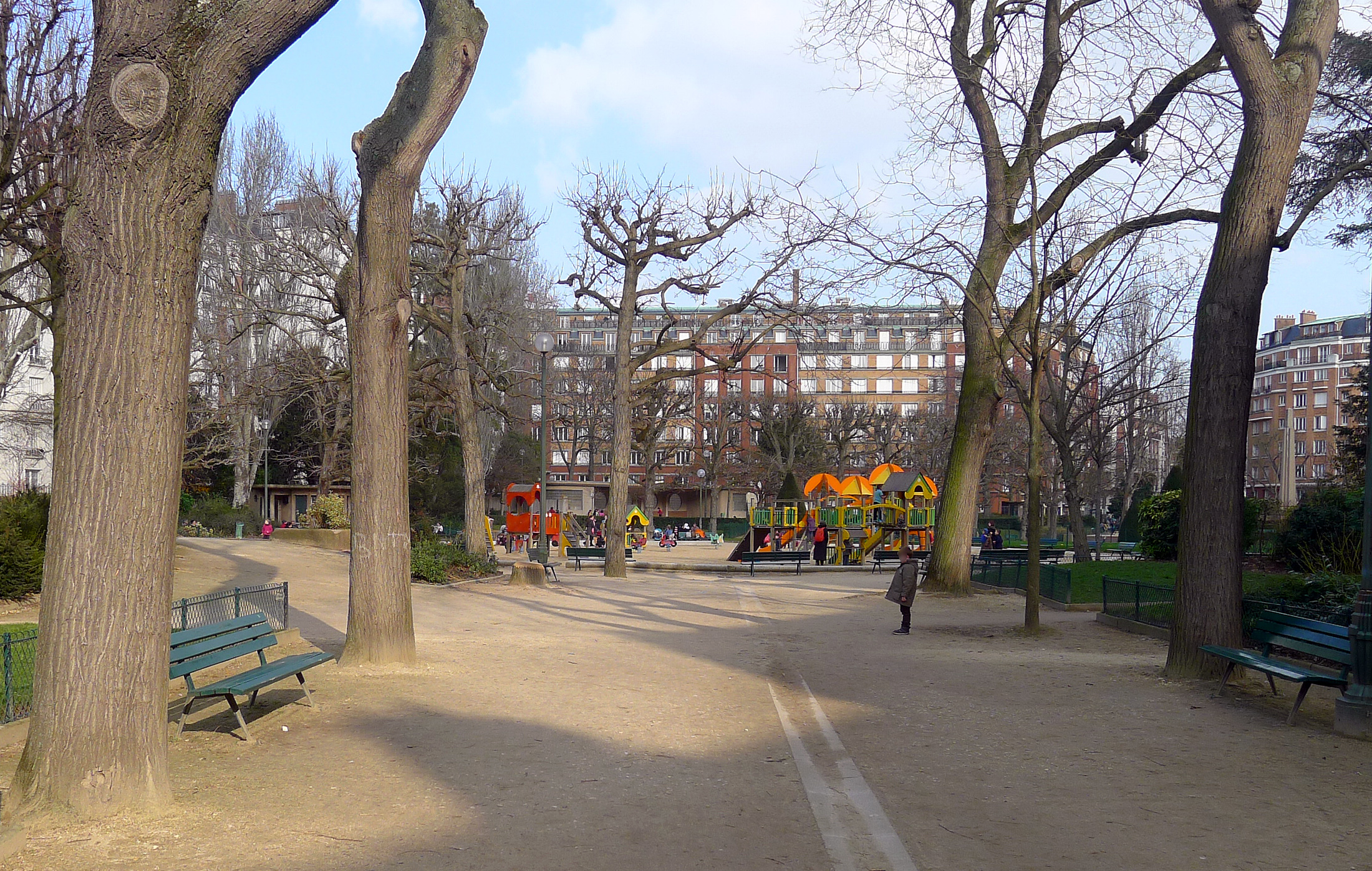
Vue sur l'aire de jeux.
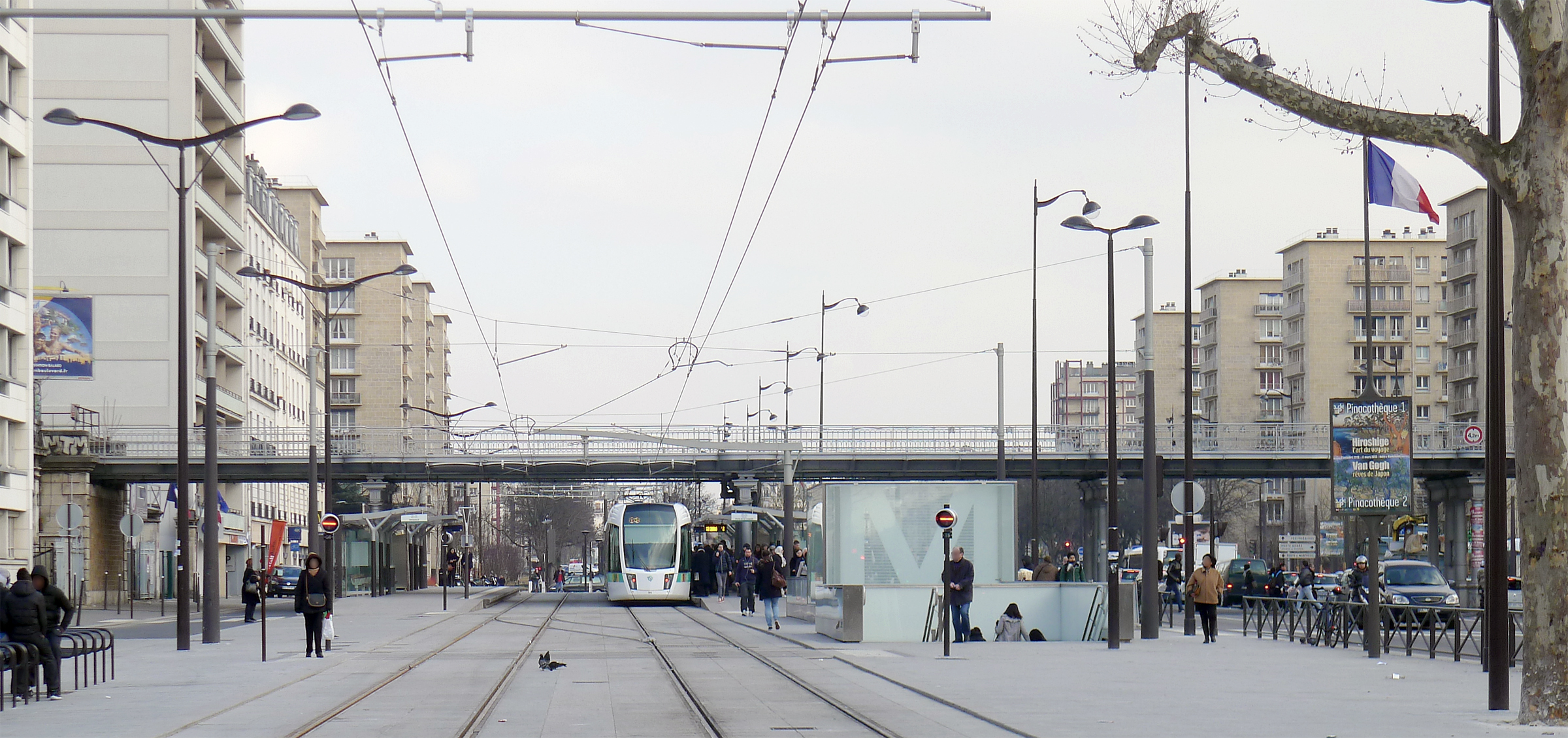
Station de tramway.